# District de Rangareddy
Le district de Rangareddy (télougou : రంగా రెడ్డి జిల్లా) est un district de l'état du Télangana. 

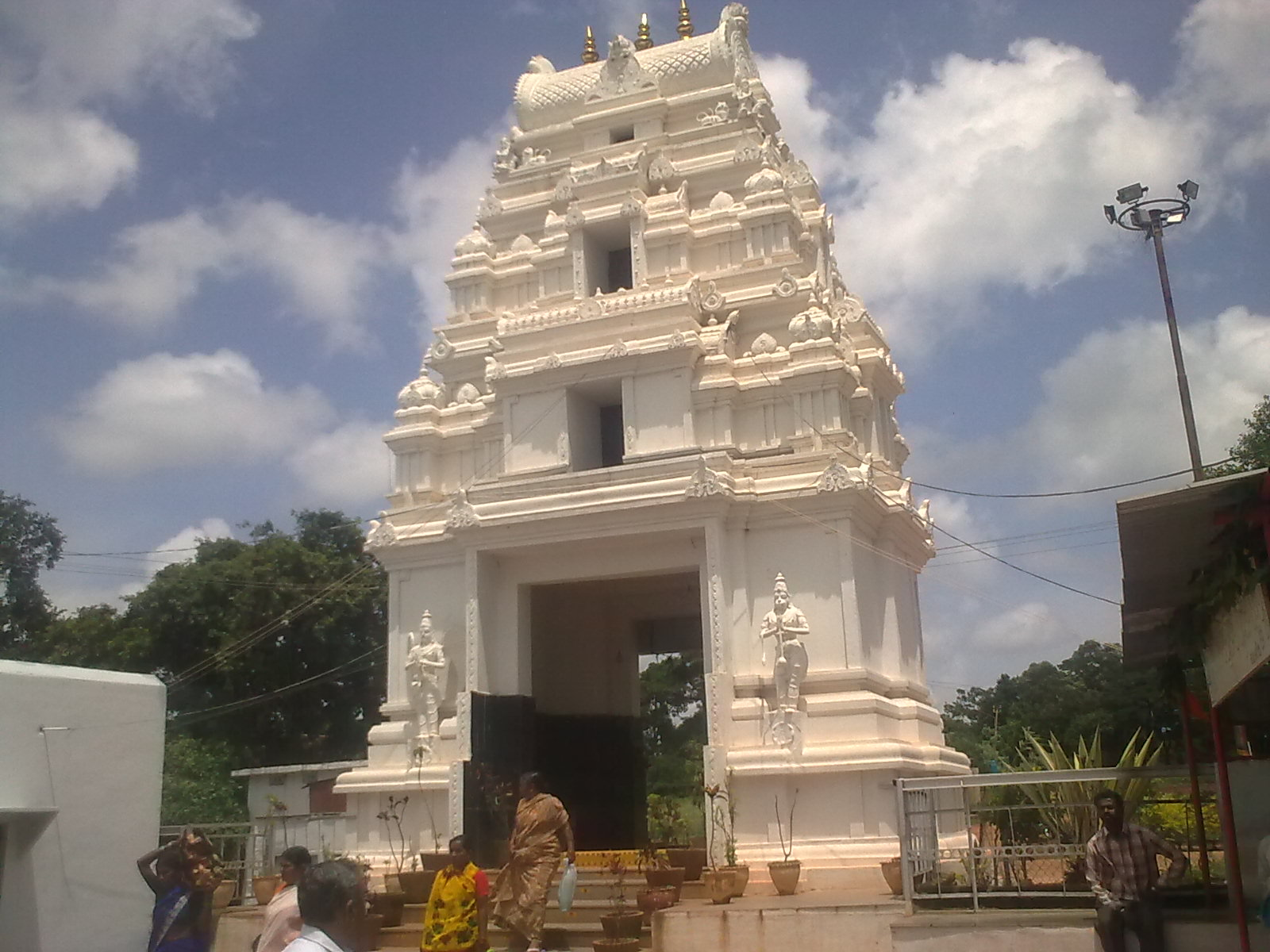
Le temple Ananta Padmanabhaswamy sur les monts Ananthagiri.

## Géographie
Son chef-lieu est Hyderabad.
Au recensement de 2011, sa population était de 5 296 741 habitants pour une superficie de 7 493 km2.